# Calle del Padre Scio
La calle del Padre Scio es una vía pública de la ciudad española de Segovia.

## Descripción
La vía, que formó parte en su momento de la conocida como cuesta de Burriaga, conecta la bajada de la Canaleja con la calle de Santa Engracia. Con el título honra a Felipe Scio de San Miguel (1738-1796), natural de la localidad segoviana de Valsaín, escolapio, pedagogo y traductor biblista; nombrado obispo de Segovia, no llegó a consagrarse, pues cayó enfermo y falleció. Aparece descrita en Las calles de Segovia (1918) de Mariano Sáez y Romero con las siguientes palabras:

Padre Scio.—Pequeña vía entre la calle del Doctor Pichardo y la de Santa Engracia. Nació D. Felipe Scio de San Miguel, a quien está dedicada, en San Ildefonso, en 28 de septiembre de 1738 y fué protegido del infante D. Luis. Hizo brillantes estudios en Madrid y Alcalá y viajó por Italia, Alemania y Francia. Rector de los Escolapios de Getafe, a cuyo Instituto pertenecía, escribió mucho y bueno y por sus relevantes virtudes y talento fué propuesto para el obispado de Segovia, que aceptó por obediencia, pero no fué consagrado por hallarse ya muy enfermo y tener que retirarse al colegio de Escolapios de Valencia, donde murió en 9 de abril de 1796, y donde fué sepultado. Muchas fueron las obras que publicó y en todas campea un estilo puro y un saber profundo, pero la más conocida fué la traducción de la Biblia, de la que envió un ejemplar al Papa Pío VI, del que obtuvo una carta expresiva y laudatoria. La calle es una de las que forman el sitio antes conocido por la Cuesta de Burriaga, donde estaba la bajada de la Canaleja, y cuyas particularidades están reseñadas en esta calle y en la del Doctor Pichardo.
(Sáez y Romero, 1918, p. 125)